# Романов, Венедикт Николаевич
Венеди́кт Никола́евич Рома́нов (4 марта 1884, станица Усть-Белокалитвенская, Область Войска Донского, Российская империя — 22 декабря 1964, Йер, департамент Вар, Франция) — один из руководителей Донского казачества начала XX века, бессменный депутат от Донецкого округа Съездов всех созывов, член первого после Октябрьской революции Донского правительства, в белой эмиграции — председатель Донского Войскового Объединения.

## Биография

### Жизнь в России
Не имея большого образования, только благодаря своим способностям и постоянному самообразованию, от станичного «подписчика» выдвинулся на ответственные должности и выборные посты Донской области. Секретарь Окружного управления Донецкого округа (при четырёх окружных атаманах) в станице Каменская, депутат Большого Войскового Съезда 1917 года и всех Донских Войсковых Кругов от станицы Усть-Белокалитлитвенской Донецкого округа (с 1917 года). В 1918 году Донским Кругом был выдвинут членом Донского правительства.

### В эмиграции
В 1920 году вместе с донским правительством эмигрировал во Францию, вынужденно оставив в России жену Романову (Сухорукову) Екатерину Емельяновну и семерых детей. В 1938 году был выбран в правление Общеказачьей станицы им. атамана М. П. Богаевского в Тулузе. С 1950 года неизменно в Центральном правлении Казачьего Союза и вице-председатель этого общества. В 1952 году вместе с Туроверовым Н. Н. был у истоков Донского войскового Объединения. В 1954 выбран его председателем, являлся членом редакционной коллегии журнала «Родимый край». В 1962 был в Комитете по изданию тома стихов Н. Евсеева «Дикое поле».
В эмиграции жил сначала на юге Франции, а затем был сельскохозяйственным рабочим на ферме под Парижем. В годы Второй мировой войны по казачьим организациям зарубежья был нанесён непоправимый удар. Видная роль в деле послевоенной самоорганизации казаков выпала В. Н. Романову. Проживая во Франции, он принимал активное участие в общественной жизни местных казаков и был избран ими председателем Донского Войскового Объединения — общественной организации Донских казаков в Париже.
Одним из важнейших дел этого Объединения было основание его печатного органа — возрождённого журнала «Родимый край», получившего широкое признание в казачьей среде. В. Н. Романов пожертвовал на издание значительные средства и до самой смерти был неизменным членом редакционной коллегии этого журнала. Журнал являлся продолжением «Вестника Казачьего Союза». Редактором обоих журналов был Н. М. Мельников. Выдержав много лет издания (до середины 1970-х годов), и являясь одним из самых популярных общественно-политических изданий казачьей эмиграции, «Родимый край», по свидетельству редактора, избежал излишней политической направленности и стал одним из центральных пунктов общественной жизни зарубежного казачества.

## Оценки современников
По свидетельству видного деятеля казачьей эмиграции и члена редакции «Родимого края» Уланова Б. Н., Романов В. Н. был старовером, отличался природным умом и тактом, моральной и общественной безупречностью, знанием дела и жизни, умением находить общий язык, как с казаками, так и с иногородними жителями округа. Отличался спокойным, ровным и доброжелательным характером. Ему были свойственны глубокие демократические убеждения и неприятие Советской власти.

## Семейная трагедия
В связи с вынужденной разлукой с семьёй, В. Н. Романов переживал личную трагедию, которая, по свидетельству друзей, не уменьшалась с годами. Все попытки встречи с детьми и приглашение жены во Францию оказались безуспешными. Более года последним пристанищем Романова был дом для престарелых (дом отдыха, как называл его В. Н.) в г. Йер на берегу Средиземного моря, где Венедикт Николаевич и умер. Оставив свой особняк на берегу средиземного моря. Более 60 лет никто из его родственников и наследников не претендовал на старинный особняк. Только в 2024г, подтвердив свое родство, объявились наследники Венедикта Николаевича, которые пожелали не разглашать свои личности.